# 十河章浩
十河 章浩（とおごう あきひろ、1967年2月18日 - ）は、日本の元アマチュア野球選手、野球指導者。

## 経歴
高知高校では1年夏と3年夏に高知大会の決勝で敗れるなど、全国大会とは縁がなかった。高校卒業後は近畿大学に進み、4年生として迎えた1988年には全日本大学野球選手権大会決勝で上岡良一や佐々木主浩を擁する東北福祉大学と対戦。8回裏に決勝点となる逆転2ランを放ち、同校の初優勝に貢献した。また、同年は日米大学野球選手権大会の日本代表にも野村謙二郎とともに遊撃手として選ばれ、主将を務めた。第1戦ではアンディ・ベネスから本塁打を放っている。関西学生野球リーグ戦ベストナイン3回。
大学卒業後は日本生命に入社して硬式野球部に所属、1年目の1989年は松下電器の補強選手として第60回都市対抗野球大会に出場。日本石油との二回戦では延長10回に増永祐一からダメ押しとなる2点タイムリーを放つなど、主に代打として起用され、同年は二塁手として社会人ベストナインを受賞した。1990年に大島公一が入社すると二遊間のコンビを組み、同年は第17回社会人野球日本選手権大会で優勝を果たす。
1992年はバルセロナオリンピック野球日本代表に同僚の大島や杉浦正則とともに選ばれ、遊撃手のレギュラーとして起用された。大会での打率は.250と高くなかったが、対キューバ戦と3位決定戦以外では安打を記録し、出塁率.400、チームトップの5盗塁などの働きでチームの勝利に貢献した。なお、いずれも西正文が遊撃手として先発出場した予選と準決勝の対台湾戦では左翼手として起用されている。同年は遊撃手として社会人ベストナインに選出された。1993年アジア野球選手権大会では日本代表選手として優勝を果たした。1994年は仁志敏久の入社にともない、二塁手にコンバートされている。1997年の第68回都市対抗野球大会では2本塁打を放つなどの活躍で優勝に貢献。表彰選手にも選ばれている。
現役引退後は日本生命のヘッドコーチを2シーズンにわたって務め、2002年限りで退部。7年間社業に就いた後、2010年からヘッドコーチとして現場に復帰、2014年から監督に昇格。就任2年目の2015年には第86回都市対抗野球大会でチームを自身の現役時代以来17年ぶりに優勝に導いた。また第41回社会人野球日本選手権大会にも優勝し、夏秋連覇を達成した。
2021年10月31日をもって監督を退任。退任後は社業に専念する。